# よるのないくに
『よるのないくに』は、コーエーテクモゲームスより2015年10月1日に発売されたPlayStation 4・PlayStation 3・PlayStation Vita用ゲームソフト。アクションRPG。Microsoft Windows（Steam用）は2017年2月8日に配信開始した。
最大の特徴は主人公が女性で最愛のヒロインも女性という同性愛的な設定と19世紀の欧州をモデルとしながら似て異なる破滅的な世界観。
続編『よるのないくに2 〜新月の花嫁〜』は2017年8月31日発売。

## ゲームシステム
本作では、主人公アーナスの活動時間は夜時間となっており、人間のかわりに邪妖が徘徊するルースワール市街での活動がメインとなる。活動時間には時間制限が設けられており、一定時間が経過すると強制的にホテルに戻される。昼時間については行動設定によりアーナスの獲得するステータスポイントが変化。このステータスポイントを支払うことでアーナスは戦闘や昼間行動に役立つスキルを獲得できる。新たなスキルの候補は「血の奉納」によるアーナスのLvアップと特定の昼依頼達成で随時解放される。
フィールド上ではスタートボタンを押して「帰還」を選択することで任意のタイミングでホテルに帰還できる。ただし、夜時間が一定時間経過していない場合、昼行動が処理されない。ボス戦の最中でも帰還可能（初回攻略で会話イベントが発生した場合、倒さず「帰還」すると「イベント消化済み」扱いとなり、二度目以降のチャレンジでは会話イベントが発生しない）。アーナス死亡時のリスタート状態から「帰還」した場合、帰還後にその地点到達までの決済を受けられるのでダウン時の「ロビーに戻る」は選択する必然性がまったくない。また帰還時に「扉」を利用することで以後、ホテルから直接扉にワープ出来る。この機能はボス討伐向きだが探索にはあまり向いていない。なおボス出現エリアについては通過済みエリアへの後戻り不可。ボス戦初回討伐時はイベント進行で自動的に帰還となるが二回目以降は帰還を選択（または時間切れによる自動帰還）してホテルに戻ることになる。
作中の通貨としてLibra(リブラ)、青き血であり原則としてアーナスのレベルアップや従魔のアクチュアライズに用いるBlood（ブラッド）がある。リブラはロイドからの買い物と交易費用として利用可能。ブラッドは前述の他にフィールド上で邪妖が営む商店での取引時に使うことも出来る。
主人公・アーナスのパーティーメンバーとして、依代を用いて召喚された使い魔・従魔（セルヴァン）が存在する。従魔たちには作戦コマンドを設定して自動的に戦わせることができる。従魔は経験値を得るごとに容姿や性能が上昇するほか、数が増えるものも存在する。1デッキにつき4体までセット可能。原則として同種の従魔には編成制限がある。スキル獲得により最大4デッキ12体を連れ歩くことが出来る。デッキ編成済みの従魔は召喚しない場合でも夜時間の終了で経験値を獲得可能。デッキが2つ以上ある場合、フィールド上でデッキチェンジ出来る。だがチェンジした際「召喚済みの従魔はすべて消える」。ボス戦中に操作ミスした場合は致命的失策となることもあるので扱いは慎重に。
アーナスの基本的な武器は剣だが、ゲーム進行に伴い、使用可能な武器が増える。武器はフィールド上ならば十字ボタンでいつでも変更可能。また、アーナスの強化は、敵を倒したときに得られる血を異世界にある魔剣ヨルドの祭壇に奉納することで果たされる。
クエストには章を進めるためのメインクエストのほかに、リュリュ、有角、ロイド、師兄に関するサブクエストも存在する。メインクエストは条件を達成して進行度を100%まで進めることで達成となり、用意されたメインクエストをすべて達成すると次章につながる幕間に移行する。例外的に最終の第7章のみはメインクエストがごく一部しか進められず、一度エンディングを迎えたクリアデータのロードにより進行可能となる。
他にサイモンから受領可能な「依頼」がある。「依頼」そのものはオマケ要素で達成するとリブラ（基本）、ブラッド（教皇庁指令限定）、アイテムといったボーナス報酬が得られる。特定の場所への到達と条件となる邪妖討伐で達成となり、同時達成した場合はコンボ達成ボーナスが得られる。夜時間の依頼が最大3つ、昼時間の依頼が1つ受領可能。昼時間の依頼はオートで達成され、結果報告のみ受けられる。ただ、夜時間の経過が短い場合は昼時間の依頼や行動は実施されなかったとみなされる。
アーナスが滞在するホテル「エンデ」の地下には闘技場があり、課題をクリアしながら強敵と戦うことができる。課題の種類についてはシナリオ進行度と課題達成度に応じて更新される。また課題達成ボーナスは情報が開示されないため、高得点獲得のためには色々と試す必要がある。
エンディングはマルチエンディング方式を採用している。エンディングは全部で5つあり、リュリーティスとの友好度で変化する。
なお本作ではイベント進行が最優先され、イベント中にゲーム内時間が停止する措置はない。従ってあらゆる場面においてイベントが発生した場合は強制的に進行する。例えばボスを攻略し宝箱が出現しても。解錠前にイベントが発生すると獲得出来ないまま、最悪強制的にホテルに戻される。またリザルト決済よりもイベント進行が優先され、ロビーで会話してイベントを進めないと貰えるものも貰えないことも起きる。また、フィールド上で突然会話イベントが始まってしまい一定時間で消滅するアイテムが会話中に消滅するといった事も起きる。「その程度のことは頻発する」「特定ボスに関する宝箱は原則貰えない」とあらかじめ織り込んでおく必要がある。また、フィールド上でイベントマークを押して進行するものは「イベント発生時点で出現し交戦中の邪妖がすべて消滅する」恩恵もある。ただし、封鎖関連の邪妖を消滅させると封鎖解除出来なくなるケースもある。

### アーナスの変身
アーナスは変身ゲージがたまると変身することができる。従魔にはそれぞれ変身形態を示すマークの色が割り振られており、同じ色のマークがそろうことでその色に合った形態へと変身することができる。よって、編成した従魔の種類によって容姿や性能が異なる。変身することによりアーナス自身はもちろんのこと、従魔たちも強化される。
変身因子については1個体最大で5因子（召喚時に最大のものもいるが、足りない場合は召喚素材での強化で補える）。リーダー従魔のみ因子2倍。各デッキごとに異なるフォームを設定することも可能。アーナスの変身形態は以下のとおりである。
デモンフォーム
悪魔のような姿をした形態。変身の基本形態で変身因子が一定以下だとこの形態になる。炎を操ることに長けており、広範囲攻撃で形勢逆転を狙うこともできる。各攻撃性能が高く、相手が炎弱点を持つ場合は更に効果的でコンボを加速させラッシュ状態に持ち込みやすいためボス戦向き。ボス戦以外でも邪妖の数が多い難所で発動すると圧倒的火力で優位に立てる。わりとオールラウンドなのでナイトメアフォーム解放まではデモンフォーム用デッキを1つは用意しておくと良い。
ラビットフォーム
白を基調とした形態で、アーナスの髪は金色に変化しており、彼女の耳は兎のように黒く長い耳に変化している。近接格闘に特化した形態であり、一撃離脱を可能とする速いスピードが持ち味。ただ、早すぎてプレイヤーには攻撃を制御し辛いという欠点もある。ボス戦では自身を囮として翻弄する間に攻撃型従魔で大ダメージを狙うという戦術は有効。ボス戦以外でアーナスがピンチの際に発動し、回復従魔の復活や召喚に必要なSP確保までひたすら逃げ回って粘るという使い道もある。
ファントムフォーム
魔法使いのような姿をした形態。SP自動回復機能が追加され、従魔たちも強化される。遠距離戦に特化している。
自身を危険に晒さないアウトレンジから連射で削るという戦術が有効だが、各攻撃手段の特性を十分把握しないとあまり役立てられない。
アーマーフォーム
巨大な腕と鎧が特徴的な形態。見た目通り重厚で強固な防御力を誇り、敵の攻撃をものともせず畳みかける事が出来る。反面移動速度が遅く、攻撃も一撃が大振りで重いため、移動力や位置変更技に優れたボスに振り回され、ロクなダメージも与えられずに時間切れにということも。ただ、攻撃Hitにより高確率でスタンさせられるため、背後をとるなど発動のタイミングをよく見計らい、3種類の攻撃手段を使い分ければ従魔と共に一方的な袋だたきに持ち込める。移動力が高くないボス相手ではデモンフォームよりも効果的。ボス戦以外で発動すると移動難で苛立つことになる。
ナイトメアフォーム
本編クリア後に追加される。クリア後にアクチュアライズした従魔がランダムで保有するナイトメア因子によって変身できる形態で、夜の王にふさわしい堂々とした立ち振る舞いと圧倒的な攻撃力で敵をねじ伏せる。その姿はあるボスキャラクターによく似ている。
攻撃速度が超高速で攻撃範囲も広い。また強攻撃が特殊移動になっているため離脱や追尾に利用出来る。カメラ位置はなるべく広範囲を見渡せるようあらかじめ設定した方が良い。デモンフォームの連射性能とラビットフォームの機動性を兼ね備えているためボス戦以外で発動してもかなり役に立つ。

## あらすじ
かつて、妖魔の王の一人である夜の君は永久の夜で世界を闇に閉ざしていた。だが、聖女と聖騎士たちの働きにより夜の君は倒される。
ところが倒された夜の君は青き血を世界中に撒き散らした。その血を浴びた人、生き物だけでなく人形や彫像といった無生物に到るまでありとあらゆるものたちが邪妖と呼ばれる異形の存在と化して、夜の世界を支配。この世界はよるのないくにとなった。
以後、人々は邪妖と青き血に存在を脅かされる。人々を救うため聖女を奉じる教皇庁は生き残りの聖騎士を邪妖ハンターとして密かに世界各地に派遣する。
やがて夜は少しずつ世界を覆い始める。強力な邪妖の存在を示す黒蝶が大量発生。妖魔の世界と現世とを繋ぐミラダの月が赤く満ちるとき訪れる永遠に目覚めぬ夜により、世界の終末が差し迫っていた。これを防ぐべく教皇庁は夜の君を封印する10年に一度の儀式を準備していた。
その儀式とは現代に生きる少女を生け贄の聖女に選び、蒼き祭壇にてその身を犠牲にすることで夜の君を封印するというものだった。
教皇庁の聖騎士で半妖の少女アーナスは黒蝶発生区の一つである北海にある地図にない島ルースワールに派遣される。
そこでアーナスは寄宿学校時代の友人リュリーティス（リュリュ）と再会。喜びも束の間、リュリュは大型邪妖にさらわれてしまう。
教皇庁の出先機関ホテルエンデの協力を受け、アーナスはリュリュを救助する。
その際、大型邪妖と交戦になったアーナスは魔剣ヨルドが祀られる異世界ヨルドの祭壇に飛ばされる。
そこで“もう一人のリュリュ”ヨルドの巫女と出会ったアーナスは魔法具ロジエクロックに貯め込んだ青き血と引き替えに強力な力を授かる。
ホテルに帰還したアーナスは、リュリュ自身の口から彼女が世界を救うため生贄の聖女になることを告げられる。
やがて、ルースワールにあると判明する蒼き祭壇。度重なる教皇庁の強引な介入。その実、嘘と秘密で塗り固められた世界の在り方。葬られた過去の事実と仕組まれたアーナスとリュリュの出会い。
アーナスはリュリュの意志と教皇庁の命令に従い彼女を生け贄に捧げて夜を封印するのか、不可能を承知で夜の君に挑み倒すのかという選択を迫られるのだった。

## 登場キャラクター

### 主人公とその周辺
アーナス
声：M・A・O
本作の主人公。教皇庁の聖騎士（エージェント）。女性。
『夜の君』が斃された際に降り注いだ『青き血』に触れてしまい半妖となって以来、不老かつ吸血体質となる。数世紀を生き続けて自分の名前も忘れるほどに精神を衰弱させていたが、教皇庁に囚われたことがきっかけで自分の名前を思い出し、教兄(ブラザ－)の手引きによって教皇庁の聖騎士となる。
数世紀を生き続け疎まれたが故に、不老の半妖という自らの存在を憎んでいる。
リュリーティスとは学生時代に護衛対象として接触し、当初は任務の都合上友人として振る舞っていたが徐々に心惹かれてゆく。ある時リュリーティスに自身が半妖であることを知られてしまうが、それでもなお半妖である彼女を否定しなかったリュリーティスと親友となった。それ故ルースワール島で彼女が生け贄の聖女に選ばれたことに苦悩し続けることとなる。
好物はチョコレートで、吸血衝動を抑制する効力も持ち合わせているために定期的に摂取している。
主な武器は自らの血で生成される魔剣。また、依代を用いて使い魔を召喚し、戦力として使役する。
次第に事実が次第に明らかになる中、彼女がなにを選択したかによって物語と彼女自身の結末が変わってゆく。
続編である2では「夜の君を倒した伝説の半妖」として半ば伝説的に語られるが、行方不明となっている。
武器チェンジ
『血の奉納』により次第に解放される武装。「剣」「短剣」「銃」「戦鎚」の4つ。それらに加え、終盤の選択肢次第で最強武器『血剣ヨルド』が追加される。解放後は十字ボタンでいつでも変更可能。
リュリーティス/ヨルドの巫女
声：五十嵐裕美
教皇庁の司祭であり、本作のヒロイン。愛称は“リュリュ”。
アーナスとは学生時代以来の親友。初代聖女の血筋であり強力な力を有したため、ルースワール島到着後に教皇庁により当代の『聖女』に選ばれる。
聖女になると誓った翌日からは、ホテル「エンデ」のカフェでウェイトレスの仕事を始めている。ウェイトレス姿の際は彼女のことを「アーナス様」と呼ぶ。
ベッドメイクや掃除などホテルでの仕事はそつなくこなしているが、基本的に何もない場所で頻繁に転ぶほどのドジっ娘体質のトラブルメーカー。料理の腕前も絶望的で、彼女自慢のカップケーキは食べた従魔が昇天し、邪妖の戦争ごっこで手榴弾として扱われる始末。
性格はおっとりしているようで、その実は非常に頑固で意固地。『聖女』としての使命に殉じようとしており、危険を冒してまで彼女を使命から救おうとするアーナスに複雑な感情を抱いている。
ヨルドの巫女
夢の世界（ヨルドの祭壇）でのリュリーティス。リュリーティスの姿を取っているが本人では無く、その本体は別の場所にあると示唆される。本人が語るところによれば、それまでの人生と本来の名はヨルドの巫女となった際に捨てたという。
「夢の世界では嘘がつけない」という仕組みのため、リュリーティスの本音を代弁することも。リュリーティスが目覚めてしまうとヨルドの巫女も一時的に消失するという制約がある。
『血の奉納』によりアーナスの戦闘をサポート。また、数々の質問によりアーナスの真意や現状認識を確認する。ヨルドの巫女との会話でリュリーティスの友好度が変化し、エンディングも変化する。
サイモン
声：てらそままさき
教皇庁に協力するホテル「エンデ」の支配人兼カフェのマスター。教皇庁とアーナスの繋ぎ役でサポート役。「依頼」全般を取り扱っている。アーナスのことは「お嬢様」と呼ぶ。
落ち着いていながら陰のある謎めいた雰囲気の男性。少しばかり心配性なのが欠点。元教皇庁の聖騎士であったが、護衛対象であった聖女候補の少女が失踪したことからその任を降りた過去を持つ。
エンデの関係者では一番の常識人。謎解きが好きで過去の事件や教皇庁検閲済みの不完全な資料をもとに真相を探ろうとしており、アーナスに助言や協力を求める。
静寂を好み、音楽を愛する。ゆえに年中口喧嘩ばかりの有角とロイドを疎ましく感じており、リュリーティスのことも若干苦手にしている。
有角教授（あるかどきょうじゅ）
声：松岡禎丞
ホテル「エンデ」の来訪者。一見好青年に見えるが、胡散臭い言動が目立つうえ、妖魔研究者を自称しており、研究対象としてアーナスを追い回したり、しきりに助手に迎えようと誘いを掛けている。だが、その手口や執拗さは正にストーカー。女性の扱いには不慣れで女心をまるで理解しておらず、ロイドからも女性経験が皆無であることを一瞬で見抜かれた。
かなりの変人で危ない発言もあるが妖魔研究を専門とするだけあって、邪妖を元に戻す方法を知っていたり妖魔の種類や性質についての造詣が深い。研究のため邪妖の徘徊する危険な場所に出入りしており、夜間に邪妖をやり過ごして行動する術にも卓越しているが、ヘタレなためピンチに陥ると直ぐに冷静さを失う。彼の正体については終盤にアーナスが個人的な推察を述べるものの、真相は謎。
世界が滅びることは特に気にしておらず、とっくに終わりを迎えているはずの腐った世界を聖女の生贄で延命して何の意味があるのかと、生贄や教皇庁のやり方に疑問を投げかけている。
ロイド
声：日野聡
エンデの宿泊客である行商人。長身で軽薄かつ胡散臭い雰囲気の男。
ロイドと有角のどちらか一人が教皇庁の派遣した助っ人なのだが、全く同じタイミングで現れ自分が「本物」と主張してお互いに譲らず犬猿の仲。
アーナスにとってはどちらも胡散臭くクセが強いため頼みにできないが、有角は情報面、ロイドは物資面でサポートする。ことにロイドに依頼すると可能な「交易」は島で入手不能な唯一の依り代を得る手段。
妖魔や教皇庁にも詳しい一方、邪妖も取引の対象に入れるほどの拝金主義者で守銭奴だが、それゆえに教授同様夜間でも邪妖をやり過ごして行動する術を心得ている。教授よりも肝が据わっていて要領がいいものの、軽薄な言動・行動で周囲から思わぬ反感を買って酷い目に遭わされることも多い。また、利己的な目的からアーナスを依頼という形で散々利用してボロ儲け（その一方で派手に散財している）して彼女を度々呆れさせている。
眼鏡男子という共通項はあるが性格的には対照的な有角教授とは、前述の問題に加え、嗜好の違いもあり年中口論になる。
女誑しの遊び人といった雰囲気の男だがどこか裏のある、読めない一面をのぞかせることもある。
彼の正体も終盤にアーナスが推察を述べるものの謎。よって、どちらが本当の協力者であったかも不明である。
黒猫
アーナス、リュリーティスに纏わり付く謎多き存在。
ホテル内、夜時間のフィールド、ヨルドの祭壇などどこにでも出入り自在で神出鬼没。
ストーリーの幕間で時折教皇と会話している様子が描かれ、また一部の従魔からは相当の実力者であることが示唆されている。
物を呑み込む悪い癖があり、アーナスを度々引っ張り回しては困らせる。
正体に関しては後述。

### 従魔たち
アーナスが依代を用いて契約した使い魔で、彼女とともにホテルに滞在している。
ラウネー
植物の妖精という従魔。陽気で脳天気。味方を回復でサポートする僧侶系のため外せない存在という一方、個体性能は貧弱で炎属性にも弱く、狙われると脆い。
プロミー
炎の妖精という従魔。炎の魔法を用いるのが基本という魔術師系だが、遠近を選ばない高い火力を有し、炎属性を弱点とする相手には非常に心強い。好奇心が強いため敵に突っ込みやすい。
マリゥ
黒い体色の妖精。依り代はとある方法でのみ入手可能で、通常プレイでは手に入らない。無敵かつ攻撃手段を一切持たず、召喚している間はレアドロップ率がアップするが、敵の能力も強化される効果を持つ特殊な存在。
ブレーダーソウル
小さな竜の姿をした従魔。好戦的で血気盛んな性格。連撃によるスタンの状態異常付与効率が高く、単体の敵への攻撃能力に優れ、きちんと育てると侮れない戦闘力を発揮する。ほぼ全ての攻撃に相手を一定確率で出血の状態異常に陥れる効果があり、打たれ強い敵相手にも効率的にダメージを与えることが可能。
メイサーソウル
色と武器が異なるブレーダーソウルの派生種。ほぼ役割は一緒だが、こちらは対単体火力に劣る分、攻撃範囲に優れる。出血効果の代わりに、相手の防御力を無視してダメージを与える技を持っている。
ピッカーキャット
穴掘りでアイテムを出現させる猫型従魔。戦闘よりも穴掘りを優先することが多く、攻撃技も低性能なため、戦力としては頼りにならない。使いづらいが穴掘り中はその場から動かなくなるので、育つと囮として使える。火属性に弱い。
キャリアーキャット
アーナスの代わりにアイテムを回収してくれる猫型従魔。回復アイテムなどであった場合、キャリアーキャットが触れた時点で効果を発揮する。同族とは異なりアイテムが無ければ戦闘に専念してくれるが、攻撃技の低性能は相変わらずなので戦力としては不足。デッキを複数所持出来るようになってからが本番で、強敵攻略と同じ位に重要な探索活動で威力を発揮。火属性に弱い。
技使用で味方全体の移動力をアップしてくれるので無用な戦いを避けたい場合は重宝する。
マインボマー
球を抱えた骨の竜のような姿をした砲弾の従魔。アーナスの周囲を回りながら追従し、接近してきた敵に体当たりを見舞う。腰が低く丁寧な性格で、常に敬語口調で話す。爆発系の攻撃に巻き込まれたり、体力が尽きると自爆する性質を持っているが、アーナスの指示で任意に自爆させることも可能。自爆の威力は絶大だが、指示自爆を行うとその場で体力がゼロになってしまうので使いどころには注意したい。
「安全第一」を座右の銘とし、些細なことで自爆しないよう努力している。
メテオボマー
球に目玉が付いたような、マインボマーと同族の砲弾従魔。指示自爆が出来なくなった代わりに、目から照射されるビームでマインボマーよりも優れた攻撃能力を有するようになっている。
トイ・センチネル
おもちゃの兵隊のような姿をした従魔。真面目で実直な性格で、アーナスへの忠誠心が際立って高い。アーナスに追従するため離れて戦うことが少なく、狙った敵に果敢に仕掛けにいく高い攻撃性を持つため、サポートアタッカーとしての運用に向いている。ただし、何よりも狙った敵への攻撃を優先する突撃志向のAIのため被弾が多くなりがちで、消耗も早いという欠点がある。
トイ・トループ
一個の自我で複数の身体を操るトイ・センチネルの亜種。レベルが上がると増員する。単体辺りの性能や行動パターンはトイ・センチネルと変わらないが、数を活かした集団戦術を得意とし、総火力は格段に上。ただし、体力は共有のためトイ・センチネルよりも更に消耗が早く、高威力の範囲攻撃に巻き込まれると一瞬で戦闘不能に追い込まれることもある。ただし、敵のトイ・トループが召喚した分身は固有の体力を持つため、味方にしたときの有り難みより敵に回したときの厄介さが目立つ。
アラクネ
蜘蛛の従魔。物臭でマイペースな性格。面倒くさがりなので、戦闘よりも足止めでの支援戦法を好む。敵の動きを鈍らせたり止めたりする技を有するサポートタイプ。
ウッドゴレム
木の姿をした従魔。温厚なのんびり屋。かつて巨木だったため、大柄な身体をしている。鈍重だが怯むことがなく高い防御力を有し、周囲の敵のヘイトを一時的に自分に向けさせる技を持つ。囮・盾役として攻撃を引き付けるのが役目だが、出血の状態異常と炎系魔法に弱い。
ロックゴレム
岩の塊というウッドゴレムと同族の従魔で、鈍重ながら防御に長ける性質もウッドゴレム同様。火属性に強くなるなどウッドゴレムよりも更に高い防御力を有し、攻撃性能にもやや秀でている。敵の射撃やエリア攻撃を消滅させる技を持つが、ヘイトを集中させることは出来なくなっている。ただし、出血の状態異常に弱いのは相変わらずなので過信は禁物。
ビスク
ビスクドールを依代として召喚された人形型の従魔で、頭にゼンマイがついている。幼く無邪気な性格。トリッキーな性能をしており、離れた位置に居る目標にもテレポートで一瞬にして接近して攻撃したり、弱い敵を吹き飛ばす技を持つ。
アーナスがダウン攻撃でピンチになるとオートで障壁を貼って保護するため強敵戦では頼りになる。
ノーミード
妖精の姿をした従魔。回復とサポートを両立させ、個体性能もなかなか。アーナスの容姿を気に入っていてご主人様と呼んで慕い、いつもそばにいる。
イフリータ
ノーミードの同族にあたる従魔で、ノーミードよりも悪魔的な見た目をしており、大人びた性格をしている。ノーミードに比べると攻撃タイプ寄りとなっており、味方を強化させるフィールドを張る能力に長けている。
ウォルフ
狼の姿をした従魔。冷静で思慮深い性格。素早い動きで激しい攻撃を仕掛けることを得意とするほか、一部の技には相手を状態異常に陥らせるものも存在する。体力の少ない敵を優先的に狙う。ただし、防御力が低く打たれ弱い。
スティールハデス
単体としては最強の従魔。容姿は悪魔そのもの。依り代は最高額。不遜でプライドの高い性格で、主人であるアーナスに対しても上から目線の態度で接する。優秀なステータスに強力な攻撃を豊富に備え、近くの敵にも離れた相手にも高い火力を発揮可能な強力な万能アタッカー。指示で発動させられる必殺技「ジ・エンド」は、全従魔の攻撃の中でもトップの威力を誇る。ただし、成長が遅く、ジ・エンドの燃費も極めて悪いという欠点がある。
ブロンズファング
金属製の獅子像。面倒見のいい頼れる兄貴分のような性格。防御力に優れたパワータイプの盾役で、一撃が重く吹き飛ばし効果の高い攻撃を行う。それなりに機動力もあり、HPの高い敵を優先的に狙う。
ナイトウォーカー
トカゲや獣のように四肢で地を駆ける影の従魔。飄々とした好好爺のような性格の持ち主で、老人口調で話す。邪妖としてはかなりの高齢で、主君である夜の君とは長い間共に戦ってきた戦友同士でもあるといい、若い頃は彼と同等の実力を有していたこともあったという。素早い動きで敵に攻撃を仕掛ける点はウォルフに似るが、毒などの状態異常を付与させるサポート寄りのアタッカーとなっている。
がすとちゃん
初回購入特典のDLC。本作の開発元であるガストのイメージキャラが従魔となった姿。遠近どちらもこなせるアタッカーだが、特筆すべき点は持たない。召喚用の依り代が存在せず、一体だけしか手に入らないので育成の際には注意が必要。

### 教皇庁
教皇/ルードゲート
声：谷育子
リュリーティスを聖女に選んだ張本人。老婆。ベッドに寝たきりの状態。
サイモンを通じてアーナスに指示を与えている。また、かつてアーナスと直接対面したことがあり、終盤で対面した際には彼女から「教皇さん」と呼ばれている。
師兄（ブラザー）/夜の君
声：大塚明夫
アーナスの上司である人物だが、アーナス自身は手紙や電話を通じる形でしか面識がない。
教皇庁に囚われたアーナスを救い聖騎士に取り立てたのも彼であり、度々手紙の文面で訳知り顔で妹（シスター）アーナスを心配する素振りを見せるが、黒い手紙（指示書）で無茶ぶりをしたり着払いで法外な高額商品を勝手に送りつけるなど、半ば嫌がらせのような行為に及ぶことがあるため、アーナスからは全く尊敬されておらず、クソ兄呼ばわりさえされている。
エンディングの一つにてその正体が黒猫の姿を借りた夜の君本人であることが説明され、普遍たる夜の象徴であるため自らが滅ぶ事もないが、現状では特段世界を滅ぼそうという意図がない様子も見てとれる。
なお、本作では初代聖女との戦いの様子や絵画において本来の姿を見ることが出来るが、声・姿共に男性然とした妖魔は本作と続編の2を通して、この夜の君だけである。
コーリン
声：佐倉綾音
教皇庁の聖騎士。女性。アーナスが任務を放棄した場合の代役として島に派遣された。馬上槍を思わせる槍を得物とし、鎧兜や盾を身に付けた重装ながらも動きは俊敏でアーナスを挑発しての戦いでは優位に立っていた。その実力や精神から、アーナスは自分以外で初めて出会った聖騎士でもある彼女を尊敬している。度々アーナスを挑発して彼女の真意を探り、試す。
その正体は、数百年前の夜の君との決戦で青き血を浴びて全滅した初代聖女直属の古の聖騎士たちの一人にして、唯一の生き残り。敬愛する初代聖女の志を助するために自らも青き血を浴び邪妖へと堕ちるも、狂乱の末に互いに殺し合って果てた同僚らとは異なり、人としての自我と心を保ったまま邪妖としての力を己がものとすることに成功した。その後、数百年を生きながら初代聖女を影から支え続けた。邪妖化した姿は半人半馬状のもので、人間を石化させる能力を有する。
終盤アーナスの覚悟の程を見極めるべくリュリーティスを攫い邪妖の正体を明かして力を試すが、アーナスの手で斃され、彼女の覚悟と力量を知って消滅する。
芸術的な造詣が深く、邪妖化による侵食から人の心を保つために芸術に打ち込んでいたことが斃された後に示唆されている。
初代聖女/ルードゲート
声：大西沙織
『夜の君』を倒し、『永久の夜』を終わらせた伝説上の人物。その正体は現在の教皇と同一人物であり、現在の夜の君。
過去、戦乱の絶えない世界に一人の聖職者として業を煮やしたが、やがて自らが世界の脅威となることで諸国を脅し平和を実現させることを思いつき、異世界より夜の君を召喚して彼の恋人を装った末に力を奪い、自らが世界の脅威たる夜の君として君臨。『青き血』を世界中に降らせることで「人類共通の敵」としての邪妖をばら撒いた。
その後数世紀に渡って生きながらえるが、体の劣化や青き血による心の侵食を抑えるため、自身と同様の適性がある少女を「聖女」として見繕いコーリンの邪妖の能力で石化させ、劣化した身体部品や侵食された心の埋め合わせに使用した。
しかし、現在の身体が心身ともに劣化が激しくなっており部品の取り替えだけでは済まなくなっていたことや、聖女を身体部品に加工できる唯一の存在であったコーリンを喪ってしまったことで、子孫にして自身の元の肉体に匹敵する史上最高の聖女適性を有していたリュリーティスの体を奪おうとしたが、真実を知ったアーナスによって斃される。
続編の2では記録上で夜の君として処理されており、教皇も別の人物が就いている。

### 純血の妖魔
夜の君と共に異世界から来た生まれ付いての妖魔。人間とは異なる独自の美学や価値観を有し、長寿にして博識かつ理性的。時に国の存亡さえ揺るがすほどの強大な力と影響力を有することから、妖魔への迂闊な手出しは彼らを敵視する教皇庁でも御法度とされている。まがいものの妖魔（邪妖）を憎悪するが、眷属として使役する者も居る。夜の君は邪妖や妖魔たちに対し、その自我を奪って服従を強いることも可能な絶対的な影響力・強制力を有しており、夜の君に支配されること自体を喜びとする多くの妖魔たちは現在も夜の君を崇拝し続けているが、「主君」という存在に縛られる過去に戻ることを嫌ってその復活を快く思っていない者も少なくないとされる。
クリス/クリストフォロス
声：黒沢ともよ
生まれついての妖魔である『純血の妖魔』。通称クリス。見た目はうら若き人間の女性だが長き歳月を生きている。
半妖の邪妖ハンターであるアーナスに興味を持ち、たびたび接触を試みる。歌劇場を根城とし、指揮棒を振るって死のオーケストラを奏でている。楽器型邪妖や歌劇場のボス「蒼血伯爵ロジェ」は彼女の眷属。
白の仮面と黒の仮面で顔の半分を隠しており、2つの仮面を使うことで仮面と素の2人の人格が存在するかのように振る舞う。ただし、劇中で仮面を失って素顔を露わにした際には明らかに困惑しており、精神的に不安定な面がある。
『永久の夜』の到来で彼女もまた自我を失うため、敢えて裏切り者の道を選ぶ。それ故に邪妖からは命を狙われている。
アーナスに数々の情報をもたらし、邪妖狩りを手助けする。
実際は純粋な妖魔ではなく夜の君が斃された後に作り出された人造妖魔で、その性質も妖魔というよりは「血を蓄えて妖魔並みの力と知性を得た邪妖」に近い存在。人と妖魔が共に暮らせる場所を作ろうとした存在によって生み出された。
人造であるためか過去の経験のせいか記憶に問題を抱えており、記憶が時折リセットされてしまう。先述の仮面の件や、自身が純血の妖魔だと思っているのもそのためと思われる。
作中で記憶を取り戻してアーナスに襲い掛かり、斃されてすぐに復活するも、取り戻した記憶を改めて失った模様。
続編の2にも登場し、ルードゲートに代わって「夜の君」の座に着いたアーナスに仕える。
ミストラル
声：松井恵理子
多腕の踊り子のような姿をした『純血の妖魔』で、甘い芳香を身体から放つ。
忠誠を誓う夜の君の魂を探すべくルースワール島に来たものの、いち早く夜の君についての真相を知り、自らの宮殿に籠もるようになる。
普段は宮殿にいるが、探し物をするために外に出ることもある。蜥蜴たちを使役している。
邪妖と違い、アーナスや人間に特別な興味を持っている。

## 挿入歌
predge
作詞・作曲・編曲 - 浅野隼人 / 歌 - リュリーティス（五十嵐裕美） / コーラス - 相澤麻衣
Regret
作詞・作曲・編曲 - 柳川和樹 / 歌 - アーナス（M・A・O） / コーラス - 悠花
Eve
作詞・作曲・編曲 - 柳川和樹 / 歌 - アーナス（M・A・O）、リュリーティス（五十嵐裕美）

## ダウンロードコンテンツ
- 2015年10月15日 無料ダウンロードコンテンツ「追憶の記録」を配信。本編で語られないアーナスの過去が明らかにされている[3]。
- 2015年12月17日 無料ダウンロードコンテンツ 追加マップ「常闇の回廊」を配信。本編やエクストラシナリオより難易度が高いマップ、邪妖が追加される[4]。

## ゲームでのコラボレーション
アトリエエクスボード
真・三國無双ブラスト
2015年11月6日から11月13日までの期間限定でSRアーナスがイベント報酬として登場した。
無双☆スターズ
アーナスとクリストフォロスが参戦。

## 書籍

### 攻略本
- よるのないくに 公式攻略ガイド（コーエー、ISBN 978-4775809648）